# Trampolim acrobático
Trampolim acrobático ou Ginástica de trampolim é uma disciplina da ginástica, na qual o atleta executa saltos acrobáticos num trampolim. Enquanto a modalidade efetivamente gímnica, foi criado em 1936 nos Estados Unidos pelo professor de educação física George Nissen, que formatou suas regras.

## História e evolução

Símbolo

As origens do trampolim repousam na Idade Média, nas performances dos acrobatas e dos trapezistas de circo – estes com seus saltos realizados a partir do impulso da rede de segurança. No Brasil a modalidade veio através do Professor José Martins Oliveira Filho em 1975, recém chegado da Alemanha após um curso de especialização em Colônia. Em 1990 foi fundada a Federação Paulista de Trampolim Acrobático (FPTA) e em 1991 a Confederação Brasileira de Trampolim Acrobático (CBTA). Sua estréia como modalidade olímpica aconteceu nos Jogos Olímpicos de Sydney, na Austrália, em 2000. Sobre uma tela, geralmente de nylon, de 5m x 3m, o atleta salta até atingir cerca de 6m de altura e executa 20 elementos técnicos. Oito juízes são responsáveis pelo julgamento – um é denominado juiz central, cinco avaliam a execução e dois observam o grau de dificuldade. A ginástica de trampolim é disputada por homens e mulheres. Há também o trampolim sincronizado, em que atletas se apresentam em trampolins diferentes mas executam os movimentos simultaneamente.
O trampolim, assim como o Tumbling e Duplo Mini são modalidades novas no contexto esportivo, e não faz muito tempo que a Ginástica de Trampolim, antes conhecida como Trampolim Acrobático passou a ser um desporto olímpico.

## O ginasta

### Características e preparação
A Ginastica de Trampolim usa reflexo, flexibilidade e controle do corpo.

### Movimentos
Abaixo estão listados alguns dos saltos existentes e suas respectivas descrições técnicas.

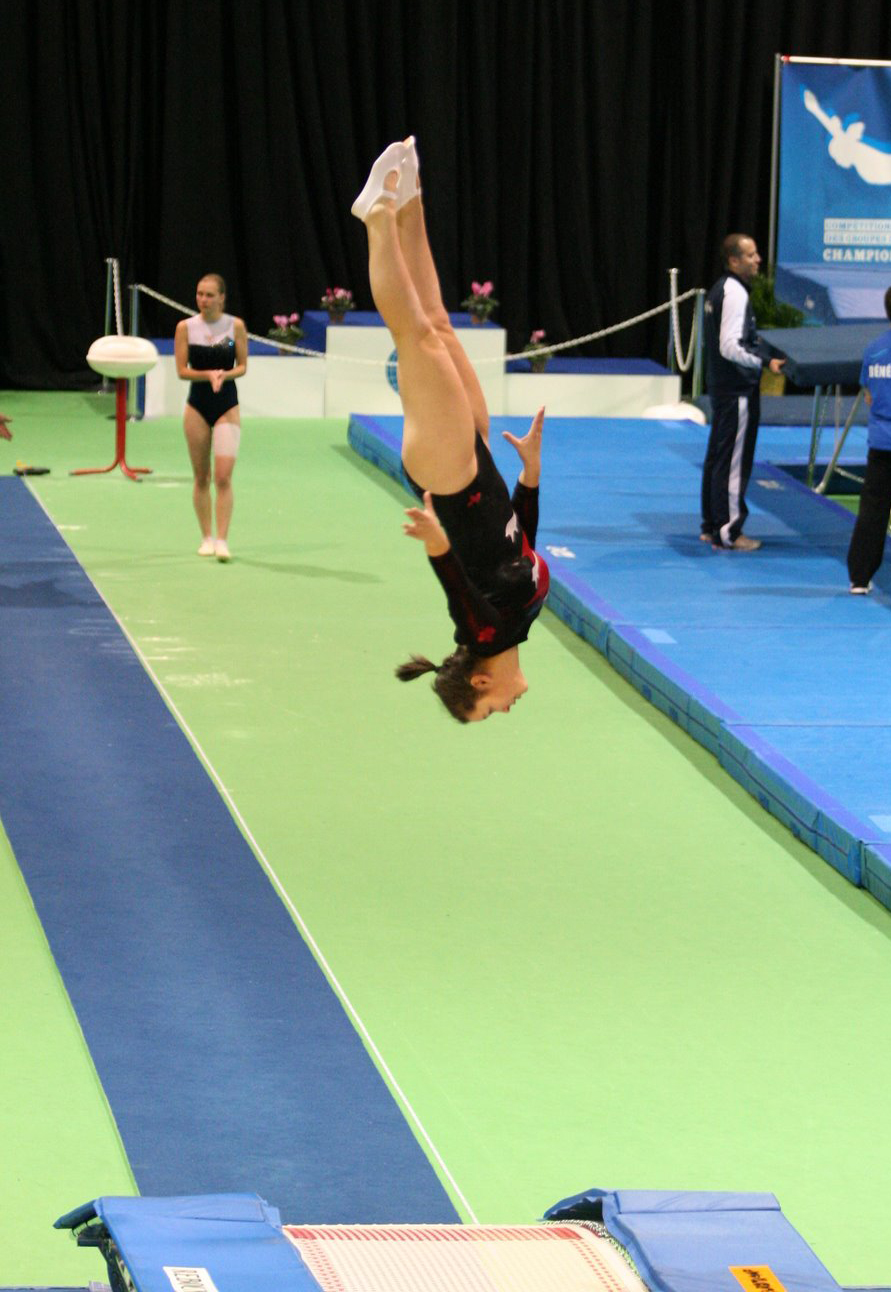
Atleta em competição

- Adolph - mortal para frente com três e meia piruetas
- Back - mortal para trás. Todo mortal tem sua posição, que pode ser: tuck (grupado), pike (carpado), straith (esticado) ou puck(grupado mais aberto) que só é usado em rotação acima de duplos com mais de uma pirueta
- Back 3/4 - rotação de 270 graus para trás, começa de pé caindo na posição frontal (de barriga)
- Back 1/2 twist - mortal para trás com meia volta
- Ball out - mortal para frente partindo da posição de costas
- Barani - mortal para frente com meia volta
- Barani out - duplo mortal a frente com meia volta realizada no 2º mortal
- Black out - perda do salto
- Cody - mortal para trás partindo da posição frontal
- Compusory - série obrigatória, determinada pelo órgão oficial da competição
- Dif judge - árbitro de dificuldade
- Dificult - dificuldade da série livre
- Double back - duplo mortal para trás
- Double full - mortal com duas piruetas
- Double mini tramp - duplo mini tramp
- Fliffis - qualquer duplo mortal com pirueta
- Front 3/4 - 3/4 de mortal caindo na posição de costas
- Front - mortal para frente
- Front full - mortal para frente com uma pirueta
- Full - mortal para trás com pirueta.
- Half - meia pirueta executada em múltiplos mortais
- Half in Half out- Duplo mortal com meia volta no primeiro mortal e outra meia volta no segundo mortal.
- Handspring - flic, também conhecido como salto de mãos para trás.
- Headjudge - árbitro chefe
- In - quando se faz meia ou mais piruetas logo no primeiro mortal
- Judges - juízes, divididos em duas bancas para se julgar a série livre e a obrigatória
- Midle - só se pode usar o midle quando se trata de triplos mortais, em razão de ficar no meio dos saltos
- Miller - duplo mortal com 3 piruetas
- Out - quando se faz uma meia ou mais piruetas no último mortal
- Pullover - movimento no qual a partir de uma queda de costas realiza-se 3/4 de rotação para trás finalizando na posição em pé.
- Rudy ou Rudolph - mortal para frente com uma pirueta e meia
- Rudy out - duplo mortal com uma pirueta e meia no segundo mortal
- Randy ou Randolph - mortal para frente com duas e meia piruetas
- Round-off - rodante, árabe ou rondada
- Side - mortal de lado
- Sincro - cama elástica sincronizada
- Sincro judge - árbitro de dificuldade
- Trampoliner - atleta de trampolim ou cama elástica
- Triffis - qualquer triplo mortal com pirueta
- Triple back - triplo mortal para trás
- Tumbling - pista reta de solo rápida
- Voluntary - série livre, a critério do ginasta
- Whipback - flic sem mãos (tempo)
- Wipe out - queda

## Equipamentos e subdivisão
O Trampolim tem um suporte elástico recoberto por uma rede,com seis milímetros de espessura.
Medidas:
Comprimento:5,050 metros

Largura:2,910 metros

Altura da Rede:1,155 metros
Medidas da rede:
Comprimento:4,28 metros

Largura:2,14 metros
Zona de Salto:
Comprimento:2,15 metros

Largura:1,08 metros

Cruz central 70x70cm
O uniforme usado pelas praticantes do esporte é um collant com mangas de no mínimo 2/3 do comprimento do braço, sapatilhas brancas e/ou meias brancas que não ultrapasse o comprimento do tornozelo. É proibido o uso de jóias com exceção de anéis lisos.

### Fabricantes
- O Campeonato Mundial de Ginástica de Trampolim é a mais importante competição da modalidade. Realizada pela Federação Internacional de Ginástica (FIG) desde 1964, a partir de 1999 vem sendo realizado a cada 2 anos.

- Jogos Olímpicos.

### Federações e confederações
| Brasileiras - «Comitê Olímpico Brasileiro» - «Confederação Brasileira de Ginástica (CBG)» - «Demais federações nacionais» Arquivado em 25 de novembro de 2009, no Wayback Machine. | Portuguesas - «Comitê Olímpico Português» - «Federação de Ginástica de Portugal (FGP)» - «Demais federações nacionais» Arquivado em 14 de janeiro de 2011, no Wayback Machine. |

Internacionais
| - «Federação Internacional de Ginástica (FIG)» (em inglês) - «Comitê Olímpico Internacional» (em inglês) - «GymSports Nova Zelândia» (em inglês) Arquivado em 12 de dezembro de 2013, no Wayback Machine. - «Federação australiana» (em inglês) Arquivado em 10 de julho de 2013, no Wayback Machine. | - «Federações européias» (em inglês)[ligação inativa] - «Federações asiáticas» (em inglês) - «Federações africanas» (em inglês) - «Federações americanas» (em inglês) |

### Outros
- «International Gymnast Magazine» (em inglês)
- «Inside Gymnastics Magazine» (em inglês)